# John Carvalho
John Carvalho (* 10. April 1969 in Margoli, Distrikt Udupi, Karnataka) ist ein indischer Geistlicher und römisch-katholischer Bischof von Ajmer.

## Leben
John Carvalho erwarb zunächst einen Bachelor in Erziehungswissenschaft am St. Xavier’s Institute of Education  und einen Master in sozialer Arbeit am Nirmala Niketahan in Mumbai. Nach dem Studium der Philosophie und Theologie empfing er am 13. Mai 1996 durch Bischof Ignatius Menezes das Sakrament der Priesterweihe für das Bistum Ajmer und Jaipur.
Nach der Priesterweihe war er neben Aufgaben in der Pfarrseelsorge von 2001 bis 2007 Direktor der diözesanen Sozialdienstgesellschaft. Von 2013 bis 2018 gehörte er dem Konsultorenkollegium des Bistums an und von 2020 bis 2023 Sekretär der diözesanen Bildungskommission. Ab 2015 war er Schulleiter der St.-Pauls-Oberschule.
Papst Franziskus ernannte ihn am 1. März 2025 zum Bischof von Ajmer. Der Erzbischof von Agra, Raphy Manjaly, spendete ihm am 11. Mai desselben Jahres auf dem Gelände der Kathedrale von Ajmer die Bischofsweihe. Mitkonsekratoren waren der emeritierte Bischof von Jaipur, Oswald Lewis, der das Bistum Ajmer zuvor als Apostolischer Administrator verwaltet hatte, und dessen Nachfolger als Bischof von Jaipur, Joseph Kallarackal.